# Parque natural de las Hoces del Alto Ebro y Rudrón
El parque natural de las Hoces del Alto Ebro y Rudrón es un espacio natural protegido del noroeste de la provincia de Burgos, en la comunidad autónoma de Castilla y León, España.

## Ámbito territorial

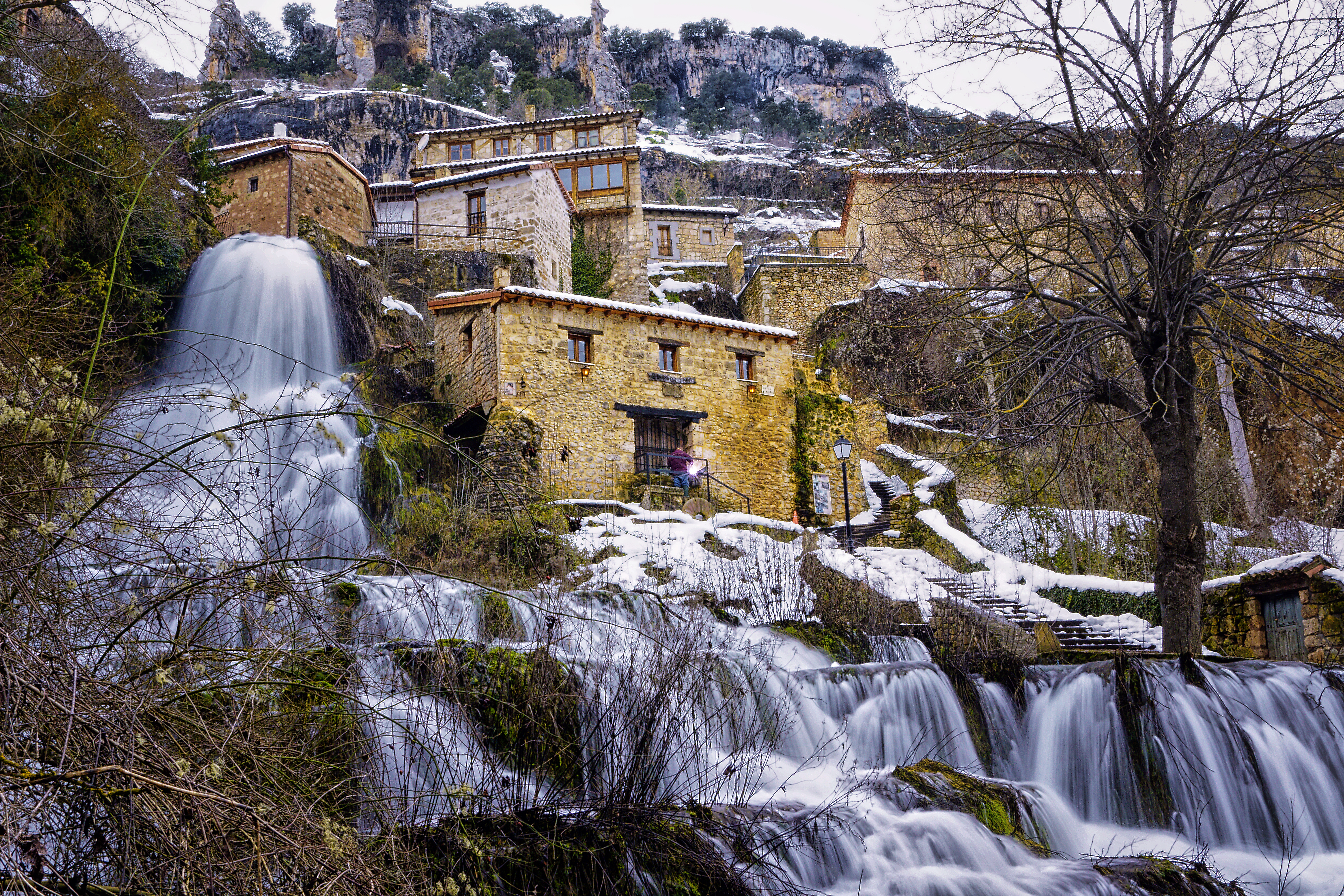
Cascada en Orbaneja del Castillo.

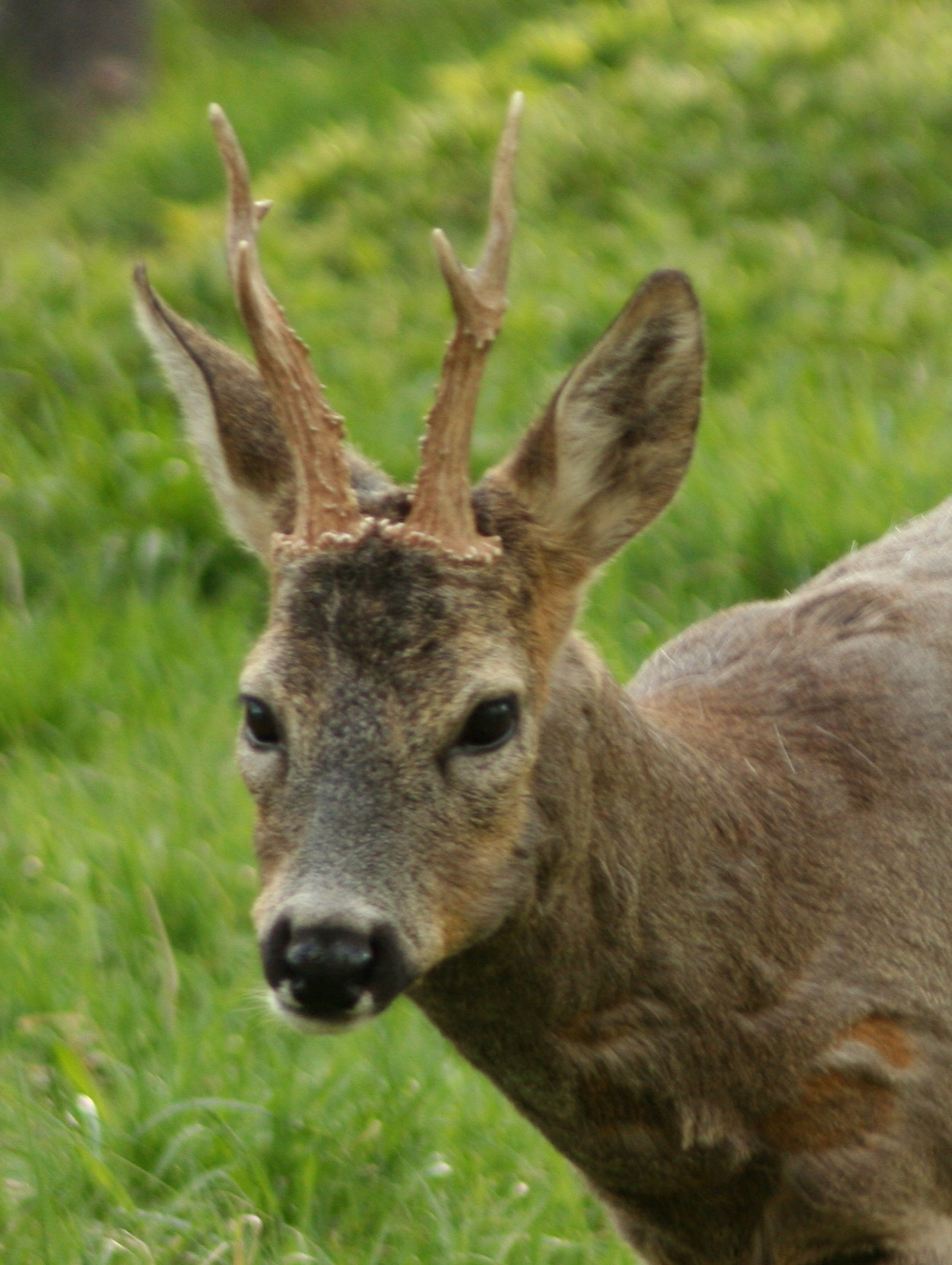
Corzo. Muy abundante en la zona.

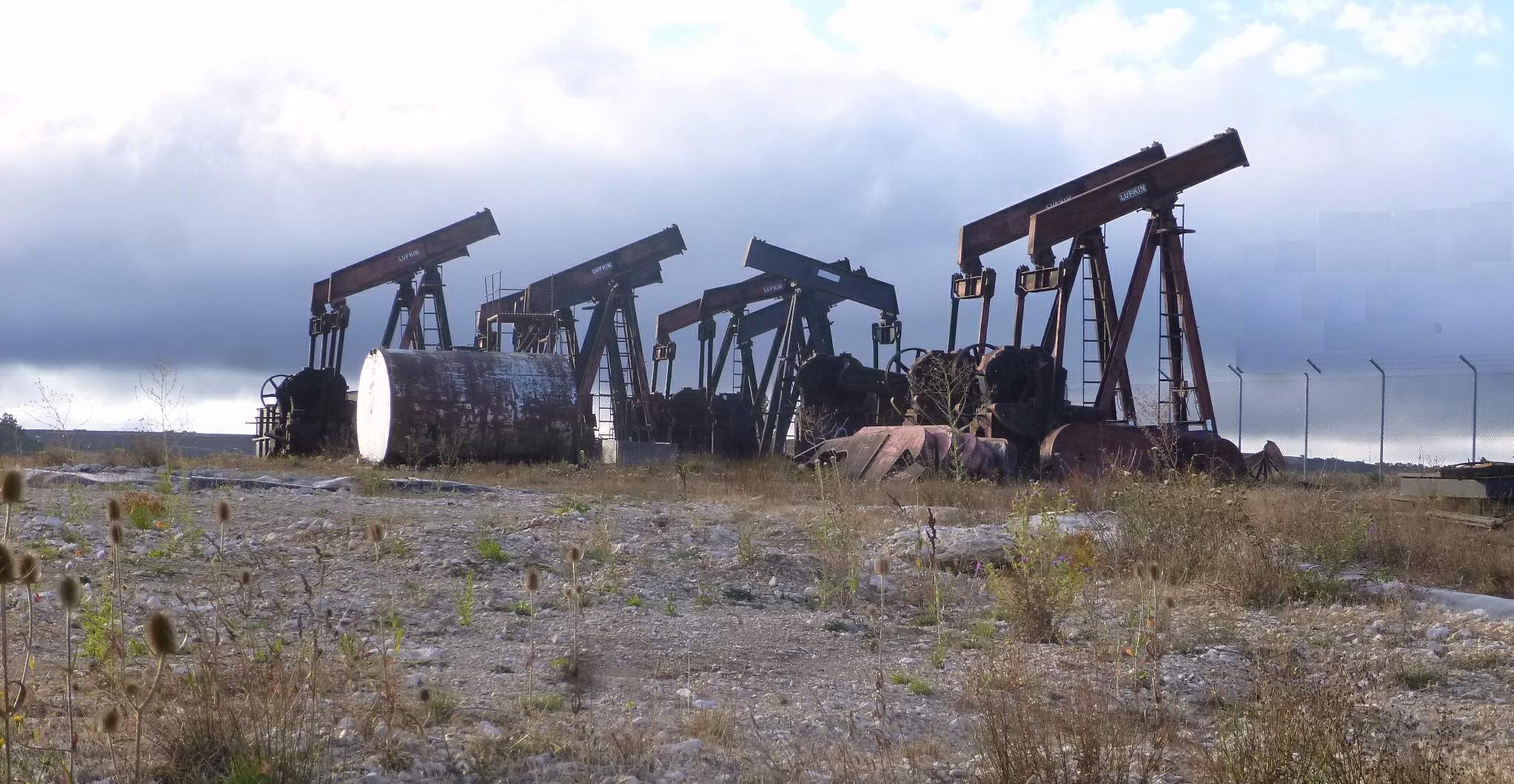
Campo Petrolífero de Ayoluengo.

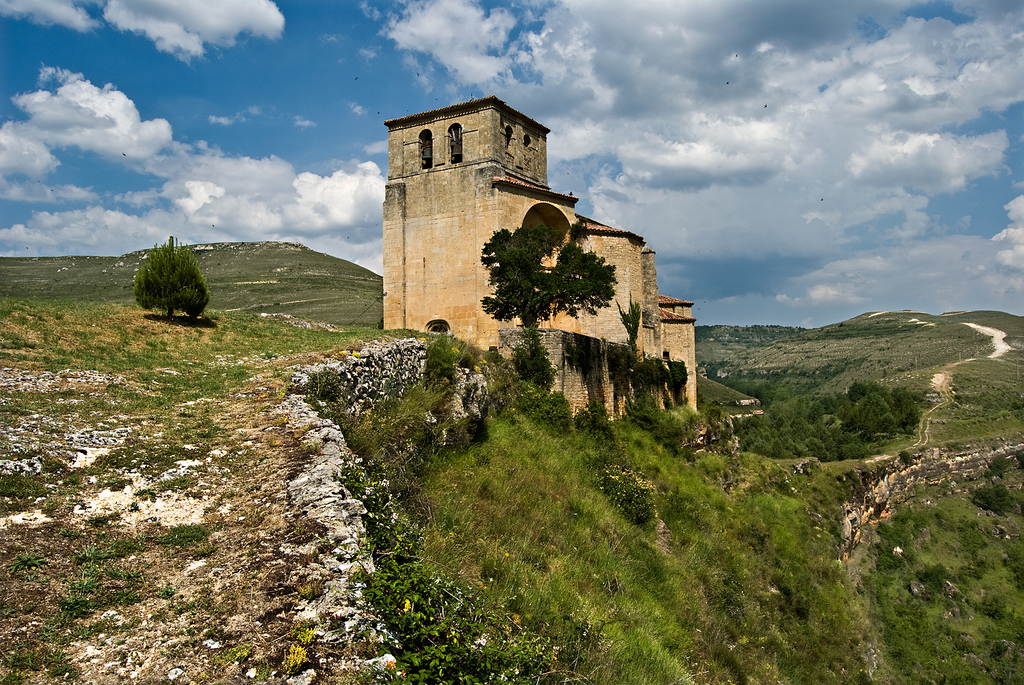
Iglesia de Santa María, Sedano.

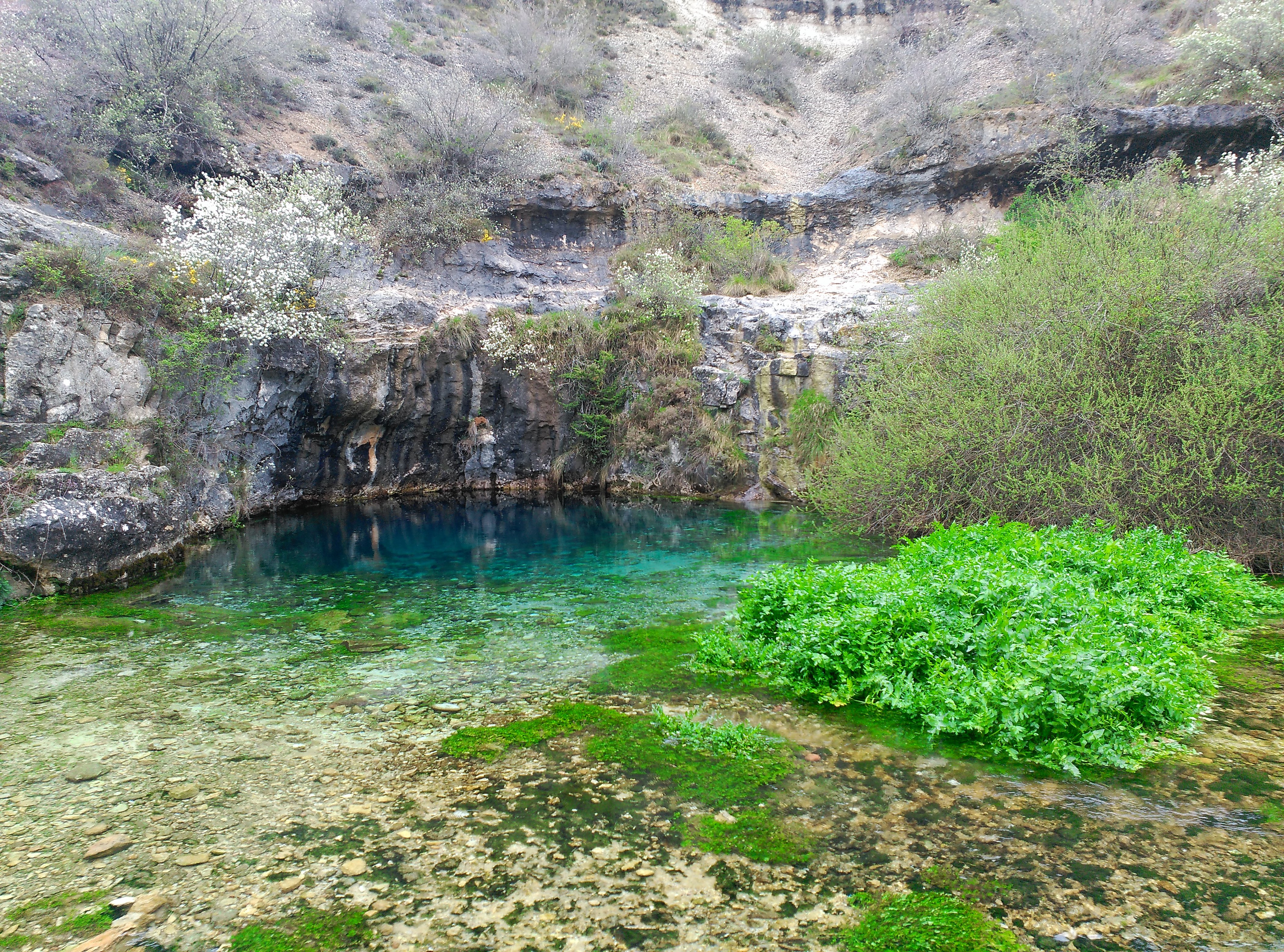
El Pozo Azul, en Covanera, surgencia de origen cárstico, lugar de referencia internacional para la realización de actividades subacuáticas y de espeleobuceo.

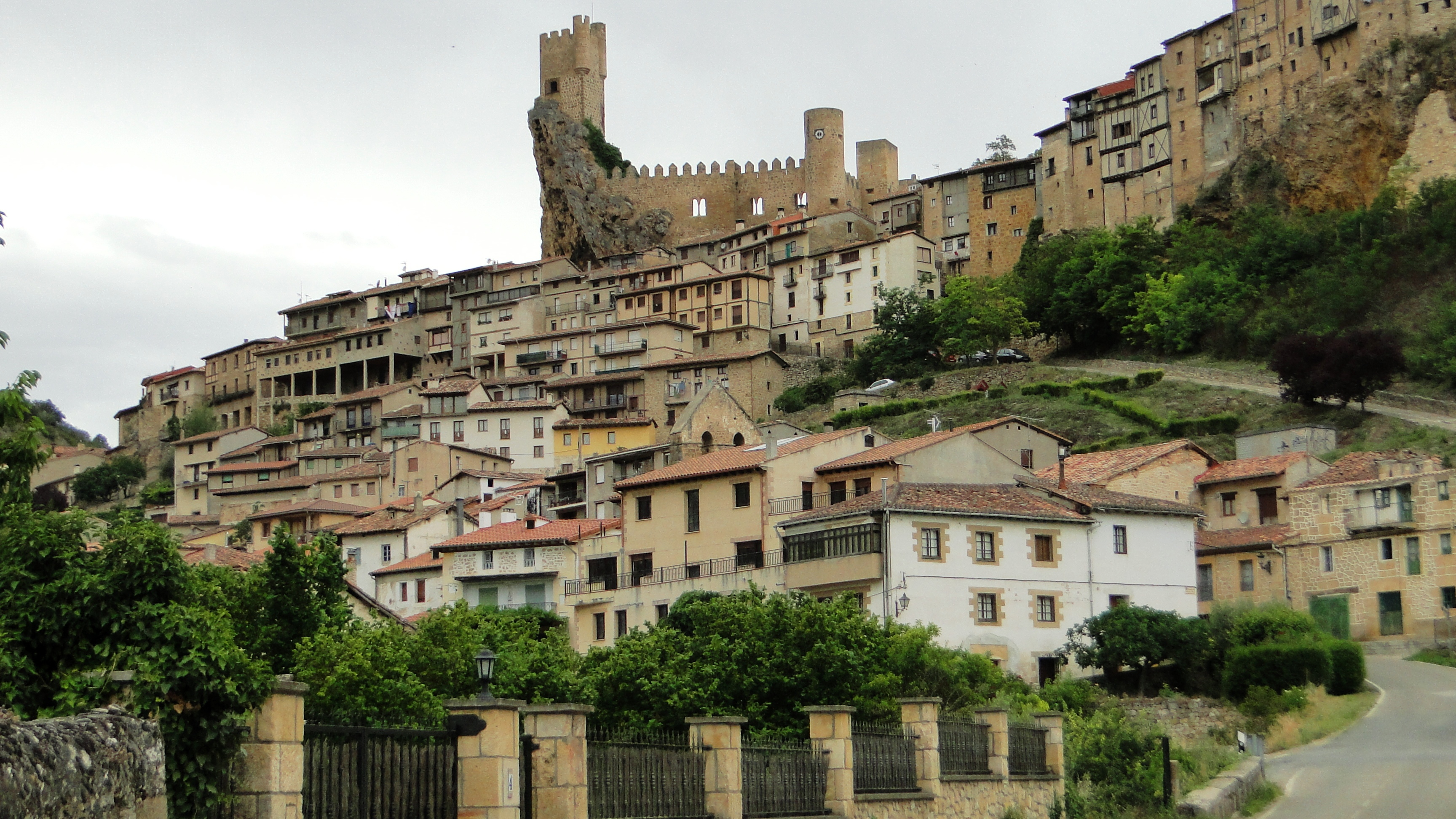
Frías.

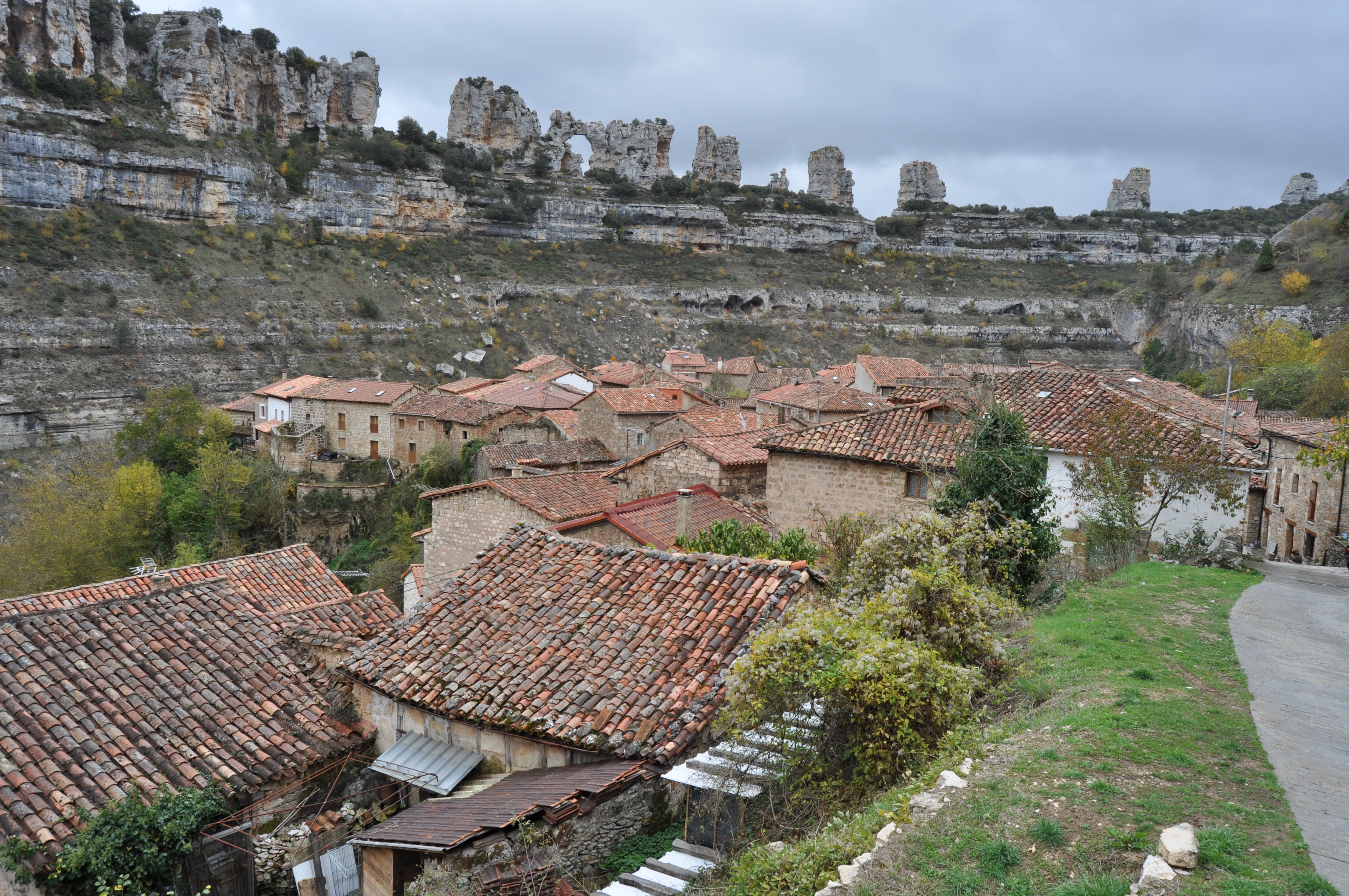
Formaciones geológicas singulares en Orbaneja del Castillo.

Abarca una superficie aproximada de 46 373 ha, incluyendo total o parcialmente los términos municipales de Alfoz de Bricia (1613 ha), Los Altos (8473 ha), Basconcillos del Tozo (3672 ha), Sargentes de la Lora (4640 ha), Tubilla del Agua (Valle del Rudrón) (7844 ha), Valle de Manzanedo (3570 ha), Valle de Sedano (12 278 ha), Valle de Valdebezana (2381 ha) y el Valle de Zamanzas (1902 ha). La parte burgalesa de las hoces del Ebro comienza por el oeste en la población cántabra de Villaescusa de Ebro, localizada en el municipio de Valderredible.

## Geología y geomorfología
Cabe destacar las siguientes trece áreas de interés geológico:
- Pozo Verde.
- Tobas de Tubilla del Agua.
- Pozo Azul de Covanera.
- Relieves residuales sobre calizas santonienses.
- Hoz de las Palancas.
- Pliegues de Tudanca.
- Derrubios ordenados del valle de Valdemer (Tubilleja de Ebro).
- Lora de Cielma.
- Hoz del Ebro.
- Conjunto de Orbaneja del Castillo.
- Resurgencia del río Hurón.
- Geodas del Monte Grau.
- Cueva de Piscarciano.

## Vegetación y flora
Los hábitats de cuya presencia se tiene actualmente constancia son los siguientes: 
- Lagos eutróficos naturales con vegetación Magnopotamion o Hydrocharition.
- Brezales húmedos atlánticos meridionales de Erica ciliaris y Erica tetralix.
- Brezales secos europeos.
- Brezales oromediterráneos endémicos con aliaga.
- Matorrales arborescentes de Juniperus spp.
- Prados alpinos y subalpinos calcáreos.
- Prados secos semi-naturales y facies de matorral sobre sustratos calcáreos (Festuco-Brometalia), parajes con notables orquídeas.
- Zonas subestépicas de gramíneas y anuales del Thero Brachypodietea.
- Prados húmedos mediterráneos de hierbas altas del Molinion Holoschoenion.
- Prados pobres de siega de baja altitud (Alopecurus pratensis, Sanguisorba officinalis)
- 'Mires' de transición.
- Manantiales petrificantes con formación de tuf (Cratoneurion).
- Desprendimientos mediterráneos occidentales y termófilos.
- Pendientes rocosas calcícolas con vegetación casmofítica.
- Cuevas no explotadas por el turismo.
- Hayedos acidófilos atlánticos con sotobosque de Ilex y a veces de Taxus (Quercion robori-petraeae o Ilici-Fagenion).
- Hayedos calcícolas medioeuropeos del Cephalanthero-Fagion.
- Bosques de los barrancos de Tilio-Acerion.
- Bosques aluviales de Alnus glutinosa y Fraxinus excelsior (Alno-Padion, Alnion incanae, Salicion albae).
- Robledales galaico-portugueses con Quercus robur y Quercus pyrenaica.
- Robledales ibéricos de Quercus faginea y Quercus canariensis.
- Bosques galería de Salix alba y Populus alba.
- Encinares de Quercus ilex y Quercus rotundifolia.

## Fauna
Los hábitats más destacables por su interés faunístico son:
- Los ríos, donde destaca la presencia del cangrejo de río (Austrapotamobius pallipes), la trucha (Salmo trutta), la bermejuela (Chondrostoma arcasii), el gobio (Gobio gobio) y el piscardo (Phoxinus phoxinus).

- Los sotos y riberas, así como los enclaves próximos a puntos de surgencia de agua o las zonas húmedas, por su gran importancia para las comunidades animales que mantienen y por su papel como corredor biológico. Destacan por ser el hábitat del lagarto verdinegro (Lacerta chreiberi), el martín pescador (Alcedo atthis), el autillo (Otus scops), el pico menor (Dendrocopos minor), la nutria (Lutra lutra) o el desmán ibérico (Galemys pyrenaicus), entre otras especies.
- Los mosaicos de prados y setos, ubicados generalmente en las vegas o fondos de valle, por ser el hábitat de la mariposa Euphydryas aurinia, de aves como el alcaudón dorsirrojo (Lanius collurio) o el escribano hortelano (Emberiza hortelana) y de mamíferos como el erizo europeo (Erinaceus europaeus), el tejón (Meles meles) o el gato montés (Felis silvestris).
- Los roquedos y cuevas, por su importancia para la entomofauna cavernícola, por ser lugar de refugio y cría de diferentes especies de murciélagos (Rhinolophus ferrumequinum, R. hippoisderos, Myotis emarginata, M. myotis, M. blythi, Miniopterus schreibersi, Tardarida teniotis, Eptesicus serotinus, Plecotus spp.) y por ser lugar de nidificación de una rica y variada comunidad de aves como el águila perdicera (Hieraaetus fasciatus), el alimoche (Neophron percnopterus), el águila real (Aquila chrysaetos), el halcón peregrino (Falco peregrinus), el búho real (Bubo bubo) o la chova piquirroja (Pyrrhocorax pyrrhocorax).
- Los bosques caducifolios, por su gran valor por la presencia de dos coleópteros, el escarabajo longicornio (Cerambys cerdo) y el ciervo volante (Lucanus cervus), por ser lugar de cría para numerosas aves forestales como la culebrera europea (Circaetus gallicus), el pico menor (Dendrocopos minor), los milanos real (Milvus milvus) y negro (M. migrans), el azor (Accipiter gentilis), el gavilán (Accipiter nisus), el alcotán (Falco subbuteo), el abejero europeo (Pernis apivorus), el chotacabras gris (Caprimulgus europaeus), el aguililla calzada (Hieraaetus pennatus), de carnívoros como el lobo (Canis lupus) y de algunos murciélagos como el nóctulo menor (Nyctalus leisleri), el murciélago de borde claro, (Pipistrelus kuhli) y el murciélago de bosque (Barbastella barbastellus).
- Los medios abiertos ocupados por pastizales y matorrales, especialmente los asentados en las llanas parameras, de gran importancia para el mantenimiento de una rica fauna esteparia. Por un lado, son el hábitat de especies de aves como los aguiluchos cenizo (Circus pygargus) y pálido (Circus cyaneus), el búho campestre (Asio flammeus), el alcaraván (Burhinus oedicnemus), la calandria (Melanocorypha calandra), la terrera común (Calandrela brachydactyla) o la bisbita campestre (Anthus campestres). Por otro lado, constituyen el hábitat de alimentación de la mayoría de las aves rapaces y de los murciélagos que habitan en los otros hábitats.

## Descripción
El Espacio Natural «Hoces del Alto Ebro y Rudrón» está situado en el noroeste de la provincia de Burgos y presenta un paisaje de gran belleza, donde los estrechos fondos de valle encajados entre escarpados desfiladeros y cortados, atravesados por los ríos Ebro y Rudrón, contrastan poderosamente con los extensos páramos casi llanos situados a mayor altitud, en los que la perspectiva se abre en amplios horizontes. 
Desde el punto de vista geológico y geomorfológico ofrece múltiples y valiosos atractivos, así como singularidades o puntos de interés muy notables.
El río Ebro atraviesa el norte de la provincia de Burgos desde Orbaneja del Castillo hasta más allá de Miranda de Ebro durante 150 km en una sucesión de cañones (hoces) alternados con valles abiertos, así como otros elementos naturales en los alrededores que constituyen una zona de interés naturístico. El trazado del río va de oeste a este, pero muy sinuoso, bien porque acaba atravesando un macizo montañoso por el sitio más propicio (disolución de rocas calizas fundamentalmente), o porque forma meandros en los valles.
Mientras que los valles están más humanizados y explotados agrícolamente, las hoces tienen un buen nivel de conservación de sus valores naturales, tanto en fauna como en flora. La humedad y umbría de las hoces mantienen unos ricos bosques de ribera y toda la fauna asociada a éstos (aves, pequeños mamíferos, roedores, etc.), mientras que sus paredes son propicias para las aves rapaces, (buitre, águilas, alimoches, etc.).
Las zonas más destacadas de las hoces y alrededores, de oeste a este, son:
- Las hoces de Orbaneja del Castillo, donde además destacan una gran cascada y la cresta rocosa por encima del pueblo, caprichosamente recortada en forma de almenas y que motiva el nombre de la localidad.
- Las hoces del Rudrón es de los más importantes espacios del entorno. El río Rudrón, poco después de Basconcillos del Tozo, se sumerge en un hundidero (fenómeno kárstico por disolución de la roca caliza) y vuelve a aparecer como nacedero en la Cueva del Moro en Barrio Panizares. Posteriormente se encajona en hoces y forma el Valle del Rudrón hasta afluir al río Ebro en Valdelateja, donde además se encuentra un manantial de aguas termales que ha dado lugar a un balneario. Poco antes de Valdelateja, en Covanera, está el Pozo Azul, un nacedero en forma de pozo cuyas aguas cristalinas aparentan ser azuladas.
- La Hoya de Huidobro, cuenca cerrada al sueste de Valdelateja con un gran bosque de hayas y robles y donde se encuentra el dolmen del moreco.
- Las hoces de Tudanca a Cidad de Ebro.
- El desfiladero de Las Palancas (afluente del río Ebro) entre Munilla (Burgos) y Landravés.
- La Garganta de los Hocinos entre Hocina y Valdenoceda.
- La hoz de La Horadada, entre Cereceda y Trespaderne.
- La hoz del río Oca, afluente del río Ebro, desde Oña hasta la confluencia con la hoz de La Horadada.
- El desfiladero entre Frías y Montejo de Cebas.
- La hoz de Sobrón, profundo cañón con una gran colonia de buitres y que sirve de frontera entre Burgos y Álava.